# Шайтановка
Шайта́новка (рос. Шайтановка) — невелика річка на північному сході Удмуртії, ліва притока річки Кама. Протікає територією Кезького району.
Річка бере початок на схилах Верхньокамської височини на північний схід від присілку Балуй. Протікає спочатку на південний схід, потім повертає на північний схід, нижня течія спрямована на схід. Береги заліснені, в пригирловій ділянці заболочені. Верхня течія влітку може пересихати.
Над річкою не розташовано населених пунктів.
| Річка | Це незавершена стаття про річку. Ви можете допомогти проєкту, виправивши або дописавши її. |

| Прапор Удмуртії | Це незавершена стаття про Удмуртію. Ви можете допомогти проєкту, виправивши або дописавши її. |